# TO YOU -夢伝説-
『TO YOU -夢伝説-』（トゥ・ユー ゆめでんせつ）はスターダストレビュー初のベスト・アルバム。1984年7月25日に発売された。

## 解説
本来は、先行シングル｢夢伝説｣と『THANK YOU』収録｢と・つ・ぜ・ん Fall In Love｣の2曲を核に、新たなオリジナル・アルバムが制作予定だったが、レコード会社からの許可が下りず急遽ベスト・アルバムを発売することになった。2枚目シングル｢銀座ネオン・パラダイス｣は未収録。

## 収録曲
全曲編曲：スターダストレビュー
1. TO YOU
作詞・作曲：三谷泰弘
新曲。次曲とメドレーになっている。
2. What A Nite!
2枚目のアルバム『今宵はモダン・ボーイ』収録曲。
3. 噂のアーパー・ストリート
2枚目のアルバム『今宵はモダン・ボーイ』収録曲。
4. ラッキーレイン
1枚目のアルバム『STARDUST REVUE』収録曲。
5. 今年の夏こそは
1枚目のアルバム『STARDUST REVUE』収録曲。
6. シュガーはお年頃
1枚目のシングル。
7. トワイライト・アヴェニュー
4枚目のシングル。
8. ラストシーン
1枚目のシングル｢シュガーはお年頃｣のカップリング曲。
9. 夢伝説
5枚目のシングル。
10. 夕暮れのスケッチ
2枚目のシングル｢銀座ネオン・パラダイス｣のカップリング曲。
11. 夢伝説（LIVE VERSION:1989年7月23日）
2002年以降発売再発盤のみ収録のボーナス・トラック。